# District de Cheongwon
Le district de Cheongwon est un ancien district de Corée du Sud, situé dans la province du Chungcheong du Nord. 
D'une superficie de 814,38 km2, il était formé par la lointaine banlieue de la ville de Cheongju qu'il entourait et avec laquelle il a fusionné le 1er juillet 2014.
La population, en hausse rapide, est passée de 123 984 habitants en 2001 à 159 695 habitants en mai 2012.

## Jumelages
- Cangzhou (Chine)
- Kikuchi (Japon)